# Marshall Conring Johnston
Marshall Conring Johnston, né le 10 mai 1930 à San Antonio, est un botaniste américain, professeur de botanique à l'université d'Austin au Texas ; il a effectué plusieurs explorations botaniques au Mexique. C'est un spécialiste des plantes de la famille des Gesnériacées.

## Biographie
Johnston participe à ses premières expéditions botaniques au Mexique alors qu'il était encore au lycée de 1945 à 1947. Au cours de ces voyages, il explore les états du nord du Mexique : Tamaulipas, Nuevo León, Coahuila, Durango et Zacatecas. De 1972 à 1974, il effectue des voyages dans l'état de Chihuahua, se concentrant sur la flore du désert. Ces voyages au début des années 1970 lui ont permis de constituer l'essentiel de sa collection botanique.

## Principales publications
- Avec Donovan Stewart Correll : Manual of the vascular plants of Texas, Renner, Texas Research Foundation, 1970, 1881 p.
- Avec LaVerne A. Johnston : Rhamnus, New York, New York Botanical Garden, 1978, 96 p.  (ISBN 0-89327-209-4).